# Волперара (Верона)
Волперара је насеље у Италији у округу Верона, региону Венето.
Према процени из 2011. у насељу је живело 232 становника. Насеље се налази на надморској висини од 123 м.